# Kniphofia multiflora
Kniphofia multiflora är en grästrädsväxtart som beskrevs av John Medley Wood och Maurice Smethurst Evans. Kniphofia multiflora ingår i Fackelliljesläktet som ingår i familjen grästrädsväxter. Inga underarter finns listade i Catalogue of Life.